# Xylotrechus magnicollis
Xylotrechus magnicollis là một loài bọ cánh cứng trong họ Cerambycidae.